# ريتشارد هوستون دودلي
ريتشارد هوستون دودلي (بالإنجليزية: Richard Houston Dudley)‏ هو سياسي أمريكي، ولد في 29 يوليو 1836 في مقاطعة بيدفورد في الولايات المتحدة، وتوفي في 1907 في ناشفيل في الولايات المتحدة. حزبياً، نشط في الحزب الديمقراطي.